# مارسيلو توريس
مارسيلو توريس (بالإسبانية: Marcelo Torres)‏ (6 نوفمبر 1997 بتيمبيرلي في الأرجنتين - ) هو لاعب كرة قدم أرجنتيني في مركز في نادي يونايتد الإماراتيمهاجم ‏. لعب مع بوكا جونيورز.

## روابط خارجية
- مارسيلو توريس على موقع قاعدة بيانات كرة القدم.إي يو (الإنجليزية)
- مارسيلو توريس على موقع Soccerway.com (الإنجليزية)